# Gaultheria hispidula
Chiogène hispide, Gaulthérie hispide, Œufs de perdrix, Petit Thé
Espèce
Statut de conservation UICN

 LC  : Préoccupation mineure
La Gaulthérie hispide, aussi nommée Chiogène hispide, Gaulthérie petit-thé, Œufs de perdrix ou Petit Thé (Gaultheria hispidula), est une espèce de plantes à fleurs de la famille des Ericaceae et du genre Gaultheria, originaire d'Amérique du Nord, qui produit de petites baies blanches comestibles. Elle fructifie d'août à septembre. Ses feuilles et ses baies ont un goût et une odeur de gaulthérie.

## Taxonomie
Le nom scientifique de ce taxon est Gaultheria hispidula (L.) Muhl. ex Bigelow. L'espèce a été initialement classée dans le genre Vaccinium sous le basionyme Vaccinium hispidulum L..
Ce taxon porte en français les noms vernaculaires ou normalisés « Petit thé », « Chiogène hispide », « Gaulthérie hispide », « Gaulthérie petit-thé » ou « Œufs de perdrix ».
Gaultheria hispidula a pour synonymes :
- Arbutus filiformis Lam.
- Arbutus thymifolia Aiton
- Chiogenes hispidula (L.) Torr. & A.Gray ex Torr.
- Chiogenes serpyllifolia (Pursh) Salisb.
- Gaultheria serpyllifolia Pursh
- Glyciphylla hispidula (L.) Raf.
- Lasierpa hispidula (L.) Torr.
- Oxycoccus hispidulus (L.) Pers.
- Phalerocarpus hispidulus (L.) Heynh.
- Phalerocarpus serpyllifolia (Pursh) G.Don
- Schollera hispidula (L.) Steud.
- Vaccinium hispidulum L.
- Vaccinium oxycoccos var. hispidulum Castigl.

## Étymologie
De Jean-François Gaulthier, 1708 – 1756, médecin et naturaliste franco-québécois à qui Linné a dédié le genre Gaultheria; hispidula de hispidus: hérissé, la plante étant garnie de poils raides.

## Description

### Appareil végétatif

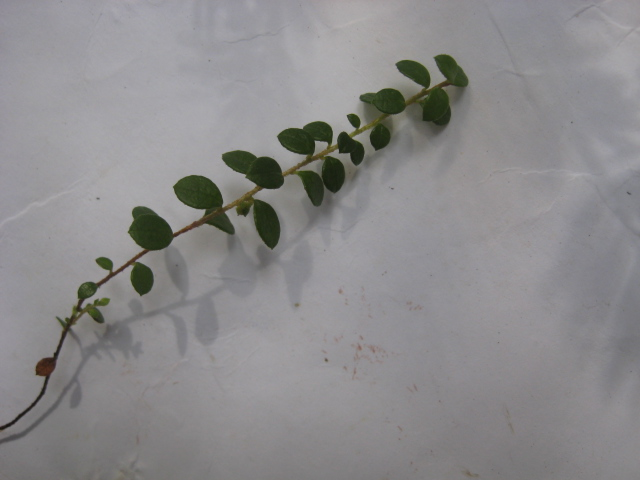
Tige.
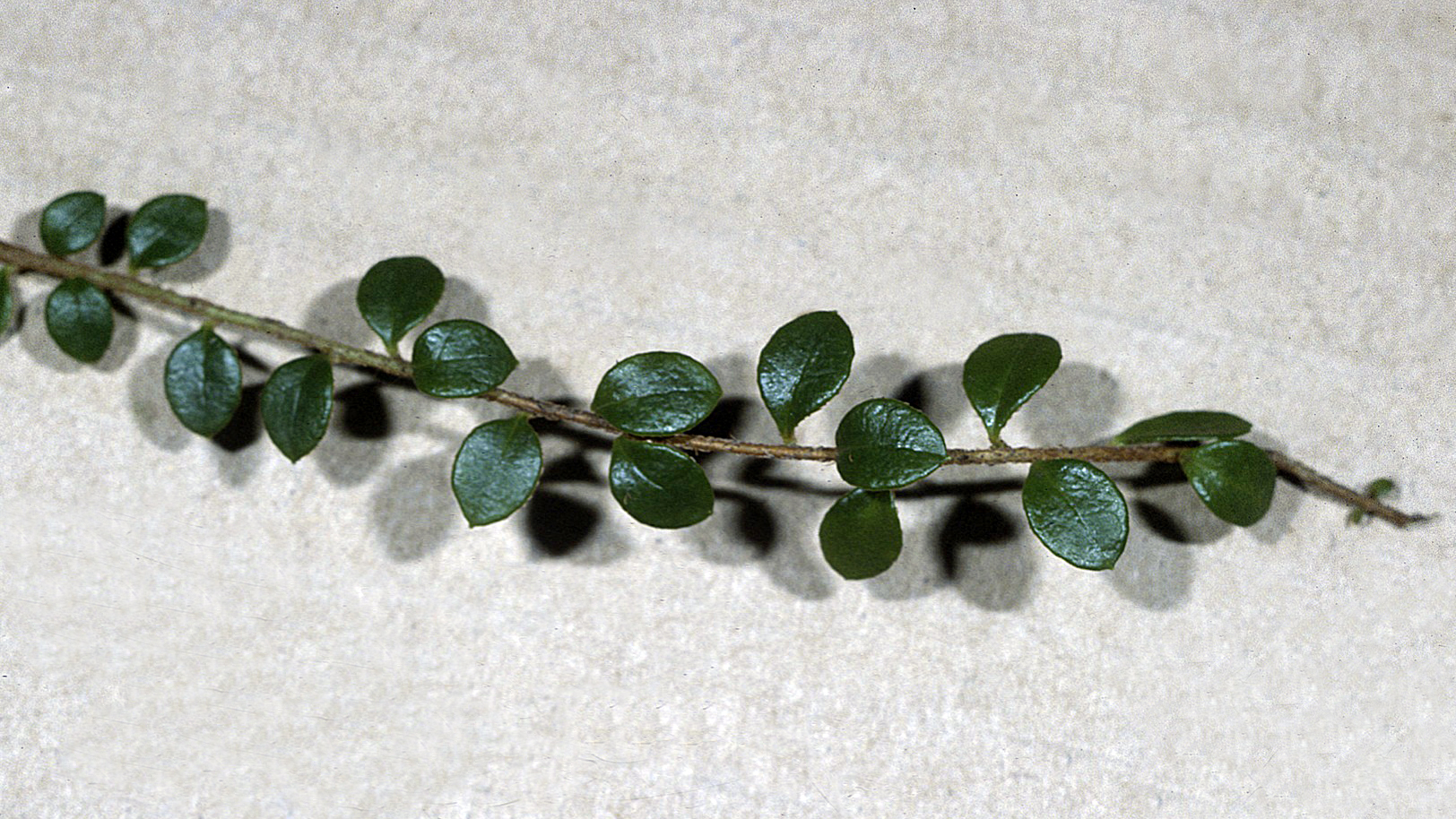
Tige et feuilles.

Gaultheria hispidula est une plante vivace rampante. C'est un arbuste prostré à feuilles persistantes qui forme un tapis de tiges et de feuilles pouvant atteindre 1 m de diamètre et seulement 10 cm de hauteur. Les petites feuilles, qui mesurent moins de 1 cm de long, sont disposées en alternance le long des tiges.

### Appareil reproducteur

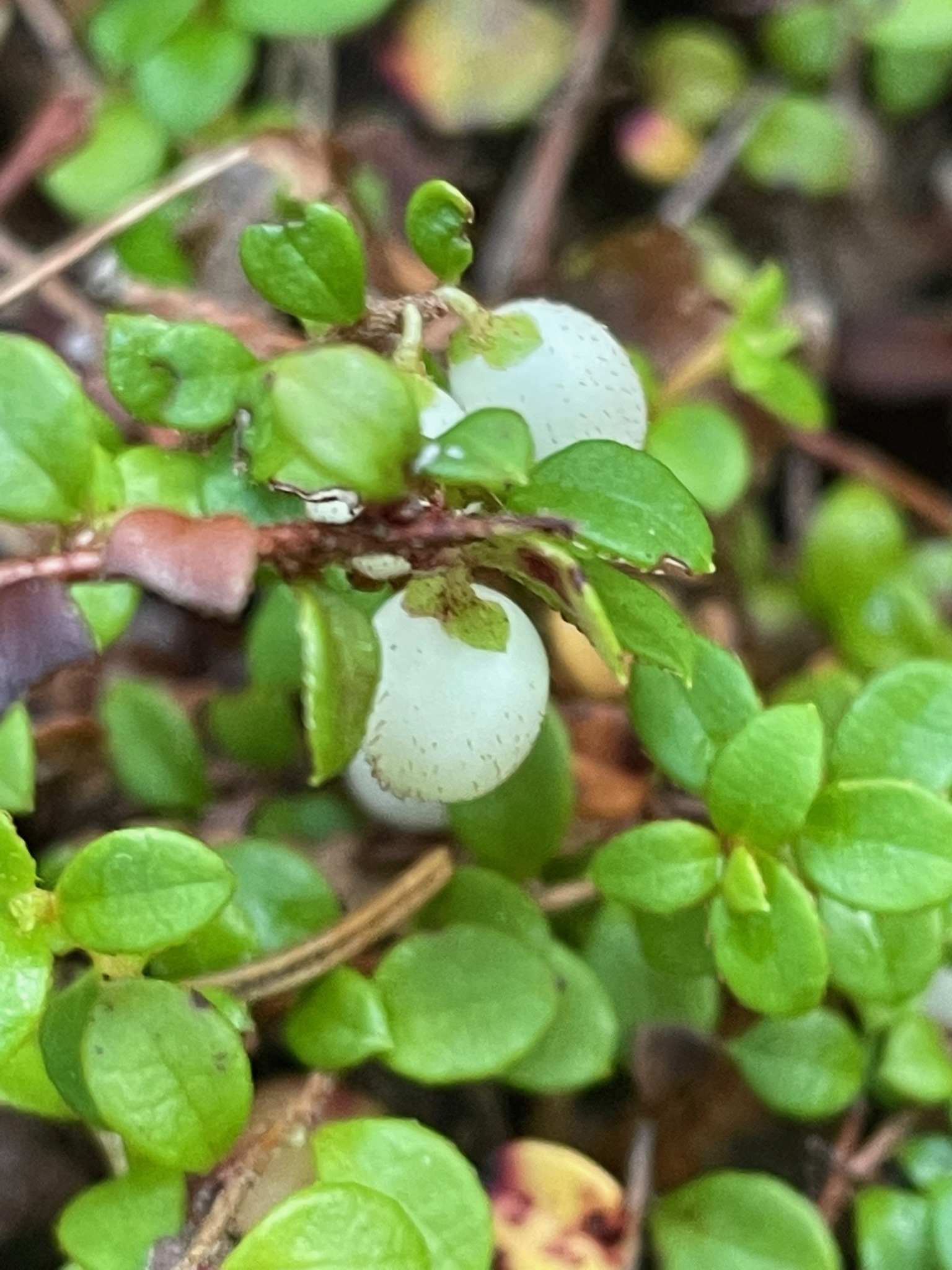
Fruits immatures.
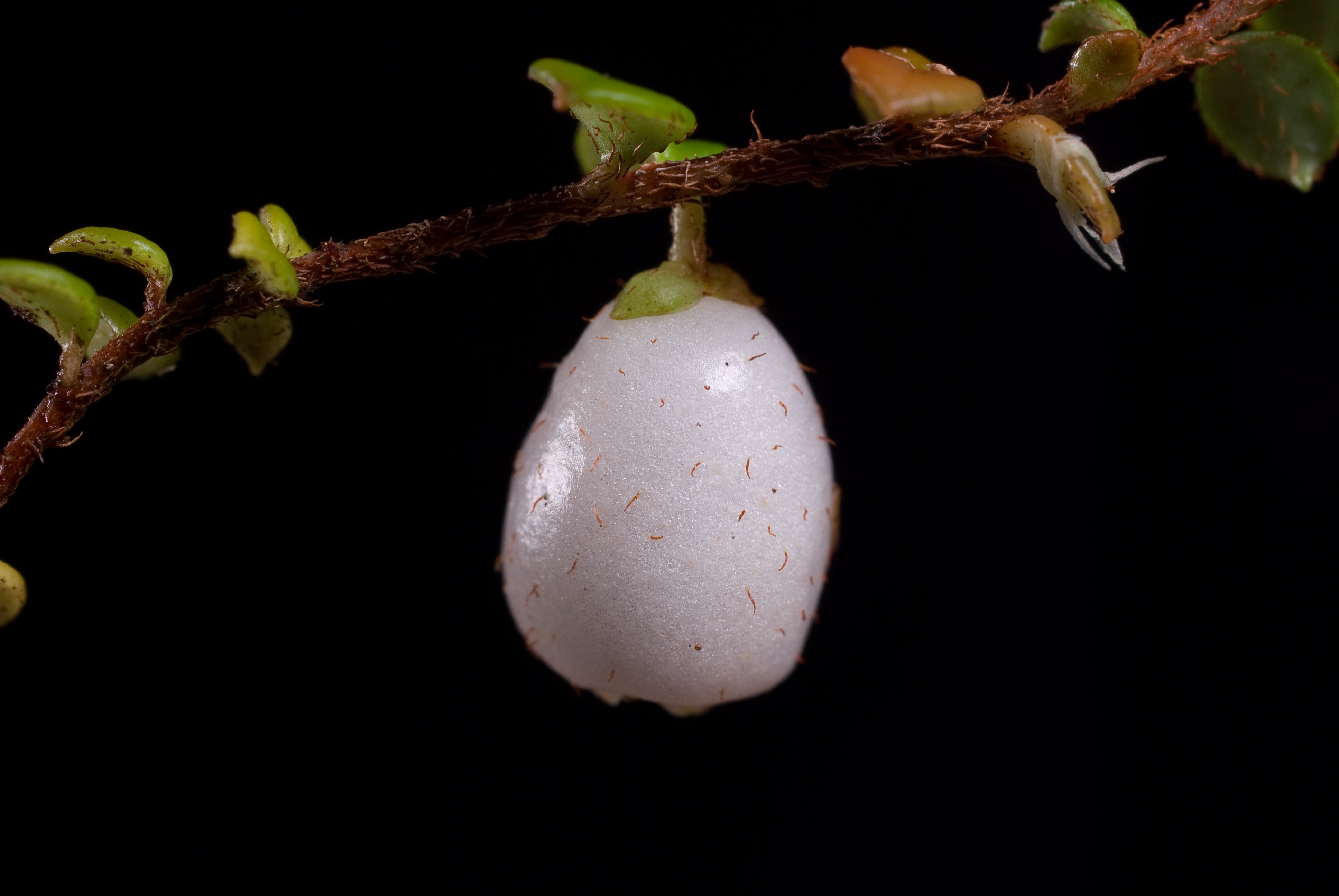
Fruit blanc.

Les fleurs vert-blanc pâle sont vues au printemps, suivies des baies blanches en août et septembre. Le fruit est comestible et au goût acide,.

## Habitat et écologie

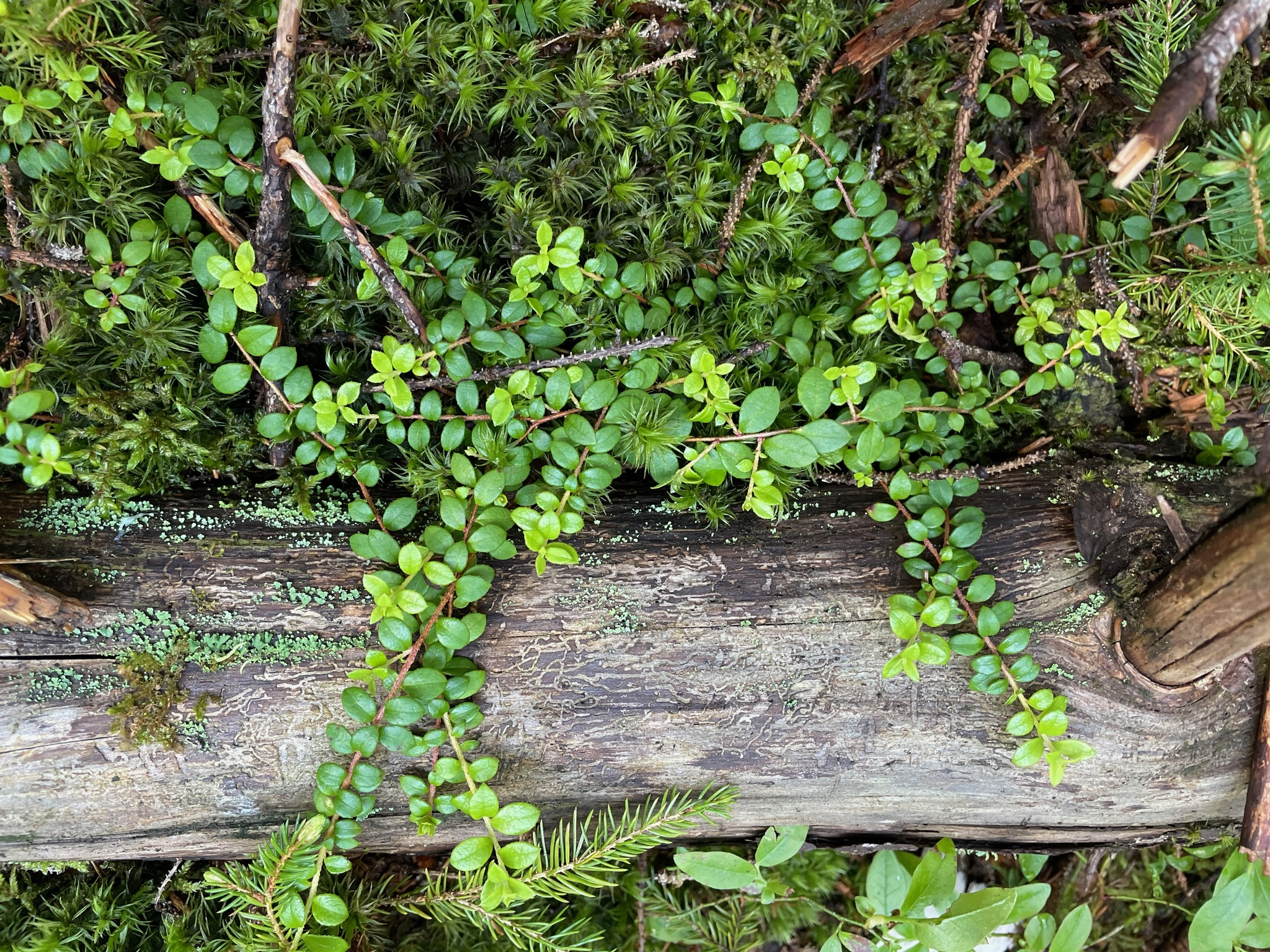
Gaulthérie hispide poussant dans une forêt.

Gaultheria hispidula pousse dans les sols acides et neutres des forêts claires et des lisières des forêts, particulier sur les sols humides tels que dans ou au bord des tourbières, souvent près des souches d'arbres. Il est pollinisé par des abeilles solitaires, des bourdons, des abeilles et des syrphes, tandis que les tamias et les souris sylvestres répandent la graine,,.

## Statut de conservation
Son aire de répartition d'origine s'étendait de l'extrême nord du Canada jusqu'au sud de la Caroline du Nord, mais l'espèce a disparu des parties méridionales de son aire de répartition d'origine. Comme la plupart des plantes en Amérique du Nord, la déforestation et la concurrence avec les plantes ornementales envahissantes (en particulier les couvre-sols qui aiment l'ombre, comme le lierre anglais ou la plante grimpante d'hiver couramment vendus dans les jardineries) nuisent probablement considérablement à Gaultheria hispidula. En conséquence, elle a été extirpée d'une partie de son aire de répartition d'origine et classée comme rare dans plusieurs États. Malgré cela, son statut international a été évalué comme sûr. C'est parce qu'elle est encore assez commune dans son aire de répartition plus au nord du grand Canada. Cependant, la déforestation et l'invasion exotique sont des problèmes persistants qui affectent toutes les espèces forestières au Canada et aux États-Unis. L'espèce est répertoriée comme en voie de disparition dans le Maryland et le New Jersey, comme menacée dans le Rhode Island, comme sensible à Washington (État), comme rare en Pennsylvanie, comme présumée disparue dans l'Ohio, et comme espèce de préoccupation particulière dans le Connecticut.

## Utilisations

### Médicinale
Les deux plantes sont également reconnues pour contenir du salicylate de méthyle dans leur fruit. Ce composé s’avère être un bon analgésique ainsi qu’un bon anti-inflammatoire naturel.
Une étude réalisée en 2009 sur diverses plantes et arbres de la forêt boréale a démontré que des extraits de feuilles de G. hispidula possédaient une activité antidiabétique in vitro intéressante4. Cette recherche effectuée par plusieurs collaborateurs situés à Montréal et en Ontario a permis de constater que l’extrait de feuilles analysé contenait plusieurs composés phénoliques intéressants (Catéchine, taxifoline, myricétine, etc.) 4. De plus, l’extrait de cette plante a démontré une activité antioxydante comparable à celle de l’acide ascorbique (vitamine C).

### Alimentaires

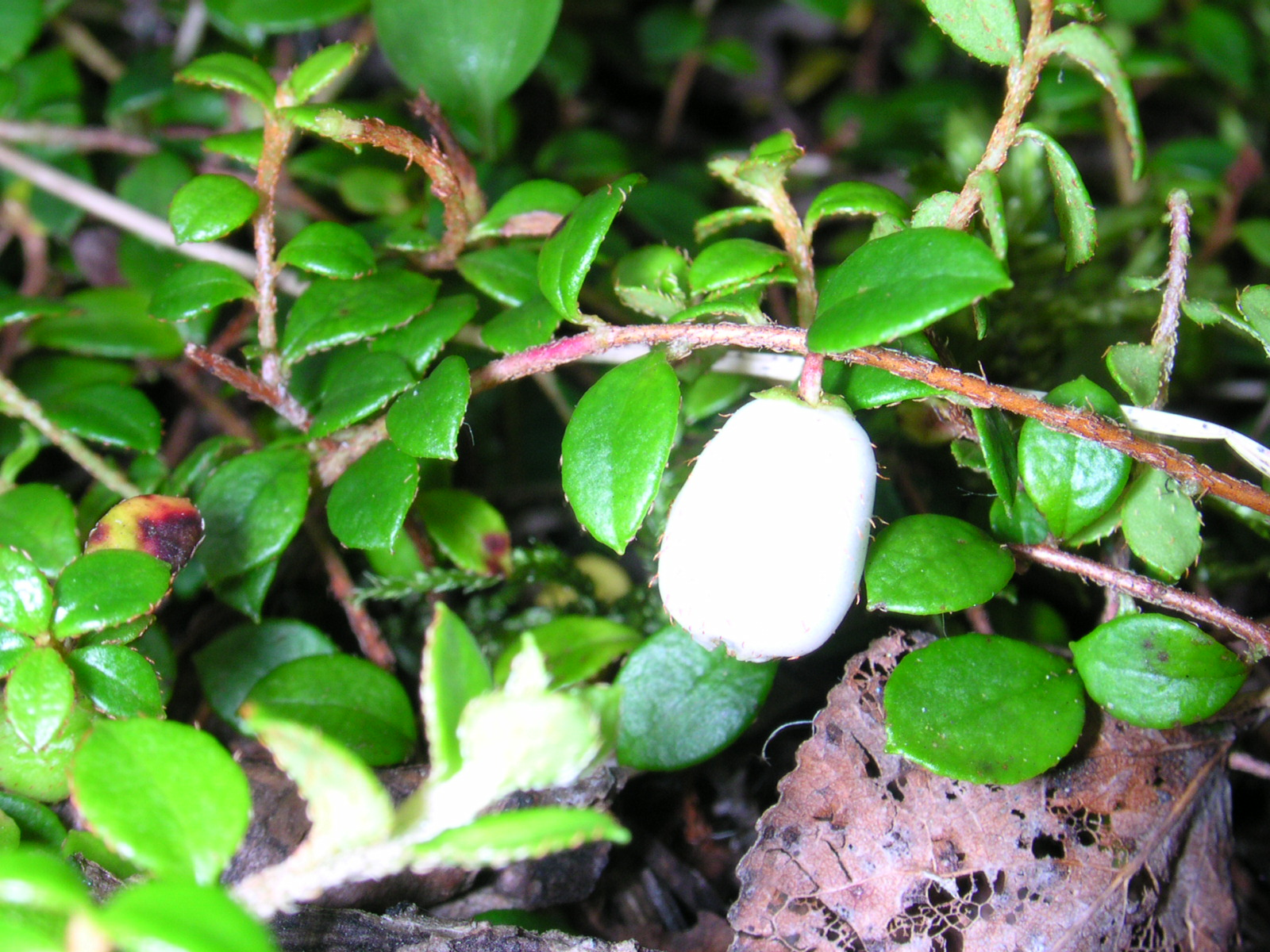
Fruit pour usage.

Les Algonquins utilisent une infusion de feuilles comme tonique pour trop manger[Quoi ?]. Ils utilisent aussi le fruit comme nourriture. Les Anticosti l'utilisent comme sédatif, et les Micmacs prennent une décoction des feuilles ou de la plante entière à des fins indéterminées. Les Ojibwés utilisent les feuilles pour faire une boisson.
L’infusion des feuilles fraîches peut être un succédané du thé et sert de base à la confection de gelée. Les feuilles peuvent être cuites comme légume. Les baies s’ajoutent à différents mets pour leur donner un léger goût anisé ou être consommés crus, cuits au four ou utilisés pour faire de la confiture,.

#### Préparation

##### En infusion
Infuser 15 ml (1 c. à table) de plantes séchées, déchiquetées légèrement, dans 250 ml (1 tasse) d’eau bouillante. Couvrir pour préserver les huiles essentielles. Infuser 10 minutes, filtrer et déguster.

##### En cuisine
Utiliser comme aromate dans les plats de porc, d’agneau, les sauces, les sirops, les confitures, les salades de fruits, les desserts, etc.